# Blackbird (chef omaha)
Pour les articles homonymes, voir Blackbird.
Blackbird  (L'Oiseau noir, vers 1750 - 1800) est un chef de la tribu indienne amérindienne Omaha. 
La tribu contrôlait le commerce des fourrures avec les trappeurs blancs. Il est l'un des premiers chefs indiens des Plaines à faire du commerce avec des explorateurs blancs. Il y voyait un moyen de prospérité et de sécurité pour son peuple. Sous sa gouverne, les Omahas constituaient la tribu la plus puissante des Grandes Plaines. 
Il est mentionné dans le journal de Jean-Baptiste Truteau, explorateur qui cherchait à établir des comptoirs de traite dans la région. Craint et redouté, déjà connu pour ses accès de colère envers les Blancs, L'Oiseau Noir ne laisse aucune chance à l'explorateur, contraint de le côtoyer durant les mois d'hiver de 1794-1795. Truteau le décrit comme « le plus fin, le plus rusé sauvage, et le plus grand coquin de toutes les nations qui habitent le Missouri. »
Toujours monté sur un cheval, les Omahas ayant été les premiers Indiens des Plaines à domestiquer le cheval, entouré de valets, il assoyait son pouvoir sur le recours à l'arsenic, acquis auprès des trappeurs, poison qui le faisait passer pour un sorcier et un grand guerrier. 
L'Oiseau noir est décédé lors d'une épidémie de variole en 1800. En 1804, les membres de l'expédition Lewis et Clark ont été conduits sur son lieu de sépulture qui se trouve sur une falaise du côté ouest de la rivière Missouri dans l'actuel Nebraska. 
La région Blackbird Bend dans l'ouest de l'Iowa a été nommée d'après lui (Blackbird en anglais). 